# Hozier
Ендрю Гозьєр-Бірн (ірл. Aindriú Hozier-Ó Broin; англ. Andrew Hozier-Byrne; 17 березня 1990) відоміший за псевдонімом Hozier — ірландський музикант, автор-виконавець. Став відомим завдяки своєму дебютному синглу «Take Me to Church», що був сертифікований мульти-платиновим у декількох країнах.

## Біографія
Ендрю Гозьєр-Бірн народився в Бреї, у родині музики. Після закінчення школи він вступив до Триніті-коледжу, щоб вивчати музику, але покинув його через півроку, щоб зробити свої перші демозаписи для Universal Music. Під час навчання він був членом оркестру коледжу Trinity Orchestra, з 2008 по 2012 роки співав у хоровій групі Anuna, з якою брав участь у гастрольних турах по Європі.
У 2013 році Гозьєр випустив мініальбом Take Me to Church, однойменна композиція стала його проривом після того, як відео з нею стало популярним на YouTube. Пісня змогла очолити ірландський чарт iTunes і дістатись до 2 місця в Irish Singles Chart 25 жовтня 2013 року. Далі був другий мініальбом From Eden, участь у різних музичних фестивалях і виступи в США, враховуючи Victoria’s Secret Fashion Show 2014. Перший студійний альбом Hozier з'явився на світ 19 вересня 2014 року. У нього увійшли сингли з попередніх релізів — «Take Me to Church», «Work Song» і «From Eden».

## Кар'єра

### 2008—2012: Початок
Під час навчання в Трініті Гозьєр брав участь у гурті «Trinity Orchestra». Він був учасником хорового ансамблю Anúna з 2007 по 2012 рік і з'являється, як соліст на їх релізі Illuminations 2014 року, в якому співав «La Chanson de Mardi Gras». Він гастролював і співав з групою в усьому світі, включаючи виступи в Норвегії та Нідерландах. У 2009 і 2010 роках Гозьєр грав на Oxegen Festival. 2011 року він відкривав шоу для Алекс Вінстон у Дубліні. У 2012 році Гозьєр з'являється, як резервний вокаліст Біллі Оушена.

### 2013—2017: Прорив у маси
Гозьєр написав пісню «Take Me to Church» у 2013 році між виступами під відкритим мікрофоном у Дубліні; грубого демо було достатньо для того, щоб він підписав контракт з інді-лейблом Rubyworks Records. 3 липня 2013 року Гозьєр випустив свій дебютний розширений трек під назвою «Take Me to Church». Він з'явився на Billboard 200. Спочатку він записав демо треків у своїй студії на горищі, а потім працював над записом із продюсером Робом Кірваном. Титульний сингл вийшов у вересні 2013 року. Музичне відео, яке зачіпає теми гомофобії, вийшло того ж місяця та було створено на «скромний бюджет»; його повністю знято в чорно-білому стилі. Відео поширив англійський актор Стівен Фрай, завдяки чому воно потрапило на першу сторінку Reddit і згодом стало вірусним. Пісня «Take Me to Church» принесла Гозьєру популярність: пісня посіла п'ять перших позицій у світі та отримала мультиплатинові сертифікати; пісня також отримала визнання критиків за її ліризм і повідомлення. Завершальний трек мініальбому «Cherry Wine» з'явився у фільмі Зака Браффа «Wish I Was Here», обраному за його «серце розривні тексти та поезію». Пізніше це було виконано на The Late Late Show. У 2014 році Гозьєр випустив свій другий мініальбом «From Eden».
Гозьєр випустив свій однойменний альбом «Hozier» 19 вересня 2014 року, до якого увійшли треки з його перших двох альбомів з розширеним відтворенням. Альбом черпав натхнення у фолку, R&B та блюзі. «Hozier» досяг критичного успіху; Хелен Браун з The Telegraph зазначила, що це було "інтенсивне, юнацьке ліричне переплетення релігії та романтичної одержимості, через яке він постійно знаходився в рівновазі «між коханням і насильством». «Hozier» посів перше місце в Ірландії та посів друге місце в Billboard 200 США. Альбом отримав подвійний платиновий сертифікат у Великобританії та США. Після релізу «Take Me to Church» запис випустив п'ять синглів, які вийшли з 2014 по 2016 рік: «From Eden», «Sedated», «Work Song», Someone New", «Jackie and Wilson» і «Cherry Wine», які всі з'явилися в Irish Singles Chart. У музичних кліпах «From Eden», «Someone New» і «Cherry Wine» брали участь актриси Кеті МакГрат, Наталі Дормер і Сірша Ронан відповідно. Він розпочав американський та європейський тур, щоб підтримати альбом.
Пізніше «Take Me to Church» була номінована на 57-й щорічній церемонії вручення премії «Ґреммі» як «Пісня року» у 2015 році. На церемонії нагородження він виконав цю пісню з Енні Леннокс, а пізніше — на церемонії вручення музичних нагород Billboard Music Awards у 2015 році. 12 листопада 2015 року він здобув нагороду VH1 «Артист року», за яку голосували фанати. На церемонії він виконав «Take Me to Church» і «Blackbird» від The Beatles зі співачкою Торі Келлі. У червні 2016 року Гозьєр випустив пісню «Better Love», як частину саундтреку до «<Легенди про Тарзана». Згодом Гозьєр взяв однорічну перерву в роботі, повернувшись до Ірландії, щоб «відновити зв'язок» після гастролей свого дебютного альбому.

### 2018—2021: МініальбомNina Cried PowerтаWasteland, Baby!
У вересні 2018 року Гозьєр повернувся з випуском розширеного альбому «Nina Cried Power». Запис містить спільну роботу з Мевіс Стейплз у головному треці. 14 листопада 2018 року він випустив головний сингл свого другого студійного альбому «Movement» разом із музичним відео. 1 березня 2019 року вийшов другий альбом Гозьєра, «Wasteland, Baby!», який включає треки з його попереднього мініальбому. Тематичні елементи альбому зосереджені навколо його інтерпретації апокаліпсиса, шукаючи тематичні елементи романтики та спокути. Відгуки були переважно позитивними; Елізабет Воронзофф з PopMatters заявила, що це «висвітлює майстерність художника та бачення його ремесла… і що воно… забезпечує, водночас повчаючи художника як впливовий голос у сфері мистецтва та активізму». Альбом дебютував на вершині Irish Albums Chart і Billboard 200, став першим альбомом Гозьєра, який посідав перше місце в США. «Wasteland Baby!» відтоді сертифіковано, як срібло у Великобританії та золото в Сполучених Штатах.
Після випуску «Wasteland, Baby!», Гозьєр вирушив у всесвітнє турне по Північній Америці, Австралії, Новій Зеландії та Європі для просування альбому. «Wasteland, Baby!» випустив ще два сингли, що вийшли 2019 року, які дебютували в Irish Singles Chart: «Almost (Sweet Music)» та «Dinner and Diatribes»; у музичному кліпі на останній трек з'явилася актриса Аня Тейлор-Джой. Він був завершальним хедлайнером першого фестивалю Railbird, який відбувся на території кінного треку Кінеленд у Лексінгтоні, штат Кентуккі. Гозьєр був одним із хедлайнерів триденного фестивалю Electric Picnic 2019, який проходив в Ірландії з 30 серпня по 1 вересня. Він виступав на фестивалі Glastonbury 2019, п'ятиденному фестивалі, який проходив у червні в Англії. Він також виступав на Lollapalooza 2019, чотириденному музичному фестивалі, який відбувся в Чикаго в серпні.
У березні та квітні 2020 року Гозьєр презентував кілька виступів у прямих трансляціях на платформах соціальних мереж Instagram і Facebook, щоб зібрати гроші та привернути увагу Ірландського товариства запобігання жорстокому поводженню з дітьми (ISPCC) під час пандемії COVID-19. 27 березня він виступив на The Late Late Show. 14 квітня він оголосив, що випускає свій кавер на «The Parting Glass» для трансляції на всіх платформах, а виручені кошти підуть на ISPCC. 26 червня 2020 року він взяв участь у спеціальному зборі коштів «RTÉ Does Comic Relief», кошти від якого були спрямовані жертвам пандемії COVID-19. Для спеціального випуску він виконав кавер на пісню «Bridge over Troubled Water» у Кроук-Парку та виконав скетч з ірландським коміком Ейслінг Бі.
29 жовтня 2021 року Гозьєр у співпраці з Meduza випустив сингл «Tell It to My Heart», який дебютував під номером 13 в Irish Singles Chart.

### 2022–дотепер:Unreal Unearthта мініальбомEat Your Young
31 грудня 2021 року Гозьєр оголосив про свій майбутній альбом, написавши у Twitter: «Unreal Unearth почне знаходити шлях до ваших вух наступного року, будь то пекло чи висока вода». Він опублікував у соцмережах уривки слів з двох майбутніх пісень, «De Selby» і «Rob the Goddess». Він випустив сингл «Swan Upon Leda» 7 жовтня 2022 року, натхненний єгипетською феміністкою Моною Елтахаві, а також рішенням Доббса в Сполучених Штатах і протестами Махси Аміні в Ірані 2022 року. Журнал Atwood Magazine похвалив пісню як «захоплюючу та неймовірно красиву молитву, прохання та крик про репродуктивні права та розширення прав і можливостей жінок». «Blood Upon the Snow» вийшов 9 листопада 2022 року у співпраці з композитором Беаром МакКрірі для відеогри God of War Ragnarök. 16 березня 2023 року Гозьєр анонсував альбомний тур «Unreal Earth». 17 березня 2023 року він випустив розширену п'єсу «Eat Your Young». Мініальбом містить три пісні: «Eat Your Young», «All Things End» і «Through Me (The Flood)».

## Дискографія
- 2013: Take Me to Church
- 2014: From Eden
- 2014: Hozier
- 2023: Unreal Unearth

## Відзнаки та нагороди
| Рік  | Премія                         | Номінація                              | Робота              | Результат |
| ---- | ------------------------------ | -------------------------------------- | ------------------- | --------- |
| 2014 | MTV Europe Music Awards        | Найкраща пісня із соціальним посланням | «Take Me to Church» | Номінація |
| 2015 | European Border Breakers Award | Альбом року                            | Hozier              | Перемога  |
| 2015 | Grammy Award                   | Пісня року                             | »Take Me to Church" | Номінація |
| 2015 | Billboard Music Awards         | Прорив року                            |                     | Номінація |
| 2015 | Billboard Music Awards         | Найкраща пісня (наразі)                | «Take Me to Church» | Номінація |
| 2015 | Billboard Music Awards         | Найкращий рок-виконавець               |                     | Перемога  |
| 2015 | Billboard Music Awards         | Найкраща рок-пісня                     | «Take Me to Church» | Перемога  |
| 2015 | Billboard Music Awards         | Найкращий рок-альбом                   | Hozier              | Номінація |